# La resistenza dell'aria
La resistenza dell'aria (La résistance de l'air) è un film del 2015 diretto da Fred Grivois.

## Trama
Vincent è campione di tiro al bersaglio e conduce una vita monotona, caratterizzata da un rapporto di coppia soporifero e da una serie di problemi economici che gli impediscono di realizzare i suoi progetti per il futuro. Di fronte a tutte queste difficoltà, il suo unico rifugio è il poligono di tiro. 
Il suo trantran quotidiano viene presto sconvolto dall'arrivo di suo padre, affetto da una malattia degenerativa, che è costretto ad ospitare sotto il suo tetto. Tuttavia un giorno incontra al poligono Renaud, che gli propone un singolare contratto di lavoro. Da quel momento la sua vita non sarà più la stessa.

## Distribuzione
È uscito nei cinema francesi il 17 giugno 2015.
In Italia è uscito in DVD il 20 febbraio 2020 distribuito da Movies Inspired dopo un'anteprima al 33° Torino Film Festival (novembre 2015), ed è stato trasmesso in prima visione assoluta in prima serata l'11 marzo 2020 su Rai4.